# Hugo Friedrich
Hugo Friedrich (Karlsruhe, 24 de diciembre de 1904 - Friburgo de Brisgovia, 25 de febrero de 1978) fue un crítico y teórico de la literatura alemana y francesa. Conocido por sus trabajos sobre la literatura francesa y sobre la poesía moderna, también abordó la figura de Dante Alighieri.

## Biografía
Friedrich estudió literatura alemana en Múnich y Heidelberg, con profesores como Karl Jaspers y Friedrich Gundolf. En 1928, defendió su tesis de doctorado sobre el sentimentalismo francés y su recepción en Alemania, dirigida por Max von Waldberg. Auspiciado por Karl Vossler y Leo Spitzer (que le ayudó en Colonia con su habilitación universitaria), decidió consagrarse a las lenguas romances. Desde 1937 hasta 1970, fue profesor en la Universidad de Friburgo.

## Obras
Friedrich se interesó primero por la historia de la literatura francesa. Su memoria de habilitación giró en torno al pensamiento conservador moderno en Francia, visto desde el ángulo del antiromanticismo. Después de haber publicado varias obras sobre autores clásicos de la novela francesa (Balzac, Stendhal y Flaubert), Friedrich orientó su trabajo hacia los moralistas. Sus quince años de investigaciones sobre este tema culminaron con una monografía sobre Montaigne, varias veces reeditada y traducida.
A mitad de la década de 1950, ganó fama internacional. Entre sus nuevos trabajos críticos destacan los acercamientos a la obra de Paul Valéry, Charles Baudelaire, Arthur Rimbaud o Stéphane Mallarmé).
Friedrich también abordó autores de referencia como Dante Alighieri o profundizó en la historia de la poesía italiana.